# Quintilio Leto
Quintilio Leto (in latino: Quintilius Laetus; fl. 398/399) è stato un politico romano dell'Impero romano d'Occidente, praefectus urbi di Roma nel 398/399.

## Biografia
Un'iscrizione, ritrovata vicino Carsoli e databile tra il 398 e il 402, attesta i lavori di riparazione di un acquedotto nei pressi dell'Anio, condotti sotto il regno di Arcadio e Onorio dal praefectus urbi Quintilio Leto; tali lavori furono finanziati con i beni confiscati a Gildone. Sebbene l'iscrizione non sia databile, tali lavori furono eseguiti tra il 398 e il 402; in base ai Fasti, altrimenti ben noti, l'unico periodo possibile per questa prefettura di Leto sono gli anni 398/399.
Aveva un fratello di nome Marcello (forse un vescovo) e, secondo quanto attestato da una lettera di Ambrogio da Milano, una sorella con cui entrò in contrasto al riguardo di alcune proprietà.
Se fosse il padre di Furia, donna che corrispondeva con Sofronio Eusebio Girolamo e che lodò la fede del genitore con un gioco di parole sul suo nome, sarebbe un cristiano, probabilmente un ex-console suffetto.